# Geogarypus exochus
Espèce
Geogarypus exochus est une espèce de pseudoscorpions de la famille des Geogarypidae.

## Distribution
Cette espèce est endémique d'Australie. Elle se rencontre au Queensland et au Territoire du Nord.

## Description
Les femelles mesurent de 1,6 à 2,0 mm.

## Publication originale
- Harvey, 1986 : The Australian Geogarypidae, new status, with a review of the generic classification (Arachnida: Pseudoscorpionida). Australian Journal of Zoology, vol. 34, p. 753-778.